# Blechnum penna-marina
Austroblechnum penna-marina (Poir.) Gasper & V.A.O.Dittrich é uma espécie de feto pertencente à família das Blechnaceae. A espécie tem uma área de distribuição natural centrada na parte meridional da América do Sul que vai da Região da Araucanía para sul até ao Cabo Horn e desde a costa até à linha das árvores na Floresta Magalhânica no Chile e áreas adjacentes da Argentina. A. penna-marina ocorre também na Austrália e em algumas Ilhas do Pacífico.